# Трофей Шопар
Trophée Chopard (укр. Трофей Шопа́р) — нагорода «Відкриття року», яку щороку присуджує професійне журі на Каннському кінофестивалі двом найталановитішим молодим акторам і акторкам — дебютантам. Заснована у 2001 році швейцарським ювелірним домом Chopard та створена у вигляді статуетки зі спрямованої вгору кінострічки.

## Лауреати
| Рік  | Актор-відкриття року | Акторка-відкриття року |
| ---- | -------------------- | ---------------------- |
| 2001 | Едуардо Нор'єга      | Одрі Тоту              |
| 2002 | / Гайден Крістенсен  | Людівін Саньє Пас Вега |
| 2003 | Гаель Гарсія Берналь | Діане Крюгер           |
| 2004 | Родріго Санторо      | Маріон Котіяр          |
| 2005 | Джонатан Ріс-Маєрс   | Келлі Райллі           |
| 2006 | Кевін Зегерс         | Жасмін Трінка          |
| 2007 | Нік Кеннон           | Арчі Панджабі          |
| 2008 | Омар Метуоллі        | Тан Вей                |
| 2009 | Девід Крос           | Леа Сейду              |
| 2010 | Едуард Гогг          | Лія Кебеде             |
| 2011 | / Нільс Шнайдер      | Астрід Берже-Фрісбі    |
| 2012 | Езра Міллер          | Шейлін Вудлі           |
| 2013 | Джеремі Ірвін        | Бланка Суарес          |
| 2014 | Логан Лерман         | Адель Екзаркопулос     |
| 2015 | Джек О'Коннелл       | / Лола Керк            |
| 2016 | Джон Боєга           | Бел Паулі              |
| 2017 | Джордж Маккей        | / Аня Тейлор-Джой      |
| 2018 | Джо Алвін            | Елізабет Дебікі        |
| 2019 | Франсуа Сівіль       | Флоренс П'ю            |